# Dreiband-Europameisterschaft für Nationalmannschaften 2013

Logo CEB (ausrichtender Verband)

Die Dreiband-Europameisterschaft für Nationalmannschaften 2013 war die 11. Auflage dieses Turniers, dass in der Billardvariante Dreiband ausgetragen wurde. Sie fand vom 18. bis zum 21. April 2013 in Brandenburg an der Havel statt.

## Spielmodus
Es nahmen 24 Mannschaften an dieser EM teil. Es gab eine Gruppenphase in der sich die Gruppensieger für die KO-Phse qualifizierten. In der KO-Phase spielten die acht Mannschaften den Titel aus. Die Partiedistanz betrug 30 Punkte in der Gruppenphase und 40 Punkte in der KO-Phase.
Bei Punktegleichstand wird wie folgt gewertet:
1. Matchpunkte (MP)
2. Partiepunkte (PP)
3. Mannschafts-Generaldurchschnitt (MGD)

## Turnierkommentar
Zum dritten Mal gewann die Niederlande die europäische Team-EM vor Belgien B und Belgien A und Griechenland, die beide Dritter wurden.

## Teilnehmende Nationen
| Nation        | Spieler 1            | Spieler 2              |
| ------------- | -------------------- | ---------------------- |
| Frankreich A  | Jérémy Bury          | Jérôme Barbeillon      |
| Belgien A     | Roland Forthomme     | Eddy Leppens           |
| Österreich    | Andreas Efler        | Stephan Horvath        |
| Türkei A      | Tayfun Taşdemir      | Murat Naci Çoklu       |
| Spanien A     | Daniel Sánchez       | Rubén Legazpi          |
| Dänemark      | Lars Dunch           | Poul Bjerring          |
| Deutschland   | Martin Horn          | Christian Rudolph      |
| Niederlande   | Dick Jaspers         | Raimond Burgman        |
| Ägypten       | Sameh Sidhom         | Riad Nady              |
| Portugal      | Rui Manuel Costa     | Paulo Andrade          |
| Tschechien A  | Jan Hudak            | Radovan Hajek          |
| Schweden      | Michael Nilsson      | Nalle Olsson           |
| Schweiz       | René Hendriksen      | Torsten Danielsson     |
| Italien       | Antonio Oddo         | Domenico Mingiardi     |
| Luxemburg     | Ramon Hamm           | Bryan Tempelers        |
| Finnland      | Toni Hannula         | Eero Hämäleinen        |
| Griechenland  | Filipos Kasidokostas | Nikos Polychronopoulos |
| Frankreich B  | Pierre Soumagne      | Cedric Melnytschenko   |
| Belgien B     | Eddy Merckx          | Frédéric Caudron       |
| Türkei B      | Lütfi Çenet          | Ahmet Alp              |
| Spanien B     | Javier Palazón       | José-Maria Más         |
| Deutschland B | Ronny Lindemann      | Markus Dömer           |
| Niederlande B | Jean Paul de Bruijn  | Barry van Beers        |
| Tschechien B  | Miroslav Baca        | Ivo Gazdos             |

## Finalrunde

### Vorrunde
| Platz | Nation    | MP  | PP  | Pkte | Aufn | MGD   | BMD   | BED   | HS |
| ----- | --------- | --- | --- | ---- | ---- | ----- | ----- | ----- | -- |
| 1     | Belgien A | 4:0 | 8:0 | 120  | 98   | 1,224 | 1,363 | 1,500 | 7  |
| 2     | Luxemburg | 2:2 | 4:4 | 75   | 121  | 0,619 | 0,779 | 0,909 | 6  |
| 3     | Finnland  | 0:4 | 0:8 | 66   | 131  | 0,503 | -     | -     | 4  |

| Platz | Nation       | MP  | PP  | Pkte | Aufn | MGD   | BMD   | BED   | HS |
| ----- | ------------ | --- | --- | ---- | ---- | ----- | ----- | ----- | -- |
| 1     | Türkei A     | 3:1 | 6:2 | 98   | 72   | 1,361 | 1,500 | 2,727 | 9  |
| 2     | Tschechien A | 2:2 | 4:4 | 83   | 103  | 0,805 | 0,952 | 0,967 | 6  |
| 3     | Frankreich B | 1:3 | 2:6 | 98   | 93   | 1,053 | 1,375 | 2,727 | 7  |

| Platz | Nation        | MP  | PP  | Pkte | Aufn | MGD   | BMD   | BED   | HS |
| ----- | ------------- | --- | --- | ---- | ---- | ----- | ----- | ----- | -- |
| 1     | Spanien A     | 4:0 | 8:0 | 120  | 80   | 1,500 | 1,621 | 2,000 | 10 |
| 2     | Deutschland B | 2:2 | 4:4 | 99   | 87   | 1,137 | 1,333 | 1,363 | 11 |
| 3     | Italien       | 0:4 | 0:8 | 72   | 80   | 0,900 | -     | -     | 7  |

| Platz | Nation    | MP  | PP  | Pkte | Aufn | MGD   | BMD   | BED   | HS |
| ----- | --------- | --- | --- | ---- | ---- | ----- | ----- | ----- | -- |
| 1     | Belgien B | 3:1 | 6:2 | 117  | 80   | 1,462 | 1,578 | 1,578 | 9  |
| 2     | Ägypten   | 2:2 | 4:4 | 113  | 107  | 1,056 | 1,285 | 1,250 | 7  |
| 3     | Dänemark  | 1:3 | 2:6 | 73   | 101  | 0,722 | 0,723 | 0,839 | 7  |

| Platz | Nation       | MP  | PP  | Pkte | Aufn | MGD   | BMD   | BED   | HS |
| ----- | ------------ | --- | --- | ---- | ---- | ----- | ----- | ----- | -- |
| 1     | Griechenland | 3:1 | 6:2 | 110  | 55   | 2,000 | 2,400 | 2,608 | 8  |
| 2     | Türkei B     | 3:1 | 6:2 | 99   | 65   | 1,523 | 1,764 | 1,666 | 7  |
| 3     | Österreich   | 0:4 | 0:8 | 56   | 57   | 0,982 | -     | -     | 8  |

| Platz | Nation        | MP  | PP  | Pkte | Aufn | MGD   | BMD   | BED   | HS |
| ----- | ------------- | --- | --- | ---- | ---- | ----- | ----- | ----- | -- |
| 1     | Deutschland A | 3:1 | 6:2 | 118  | 97   | 1,216 | 1,363 | 1,666 | 6  |
| 2     | Spanien B     | 2:2 | 4:4 | 95   | 66   | 1,439 | 2,500 | 2,727 | 9  |
| 3     | Schweden      | 1:3 | 2:6 | 80   | 76   | 1,052 | 1,094 | 0,857 | 8  |

| Platz | Nation        | MP  | PP  | Pkte | Aufn | MGD   | BMD   | BED   | HS |
| ----- | ------------- | --- | --- | ---- | ---- | ----- | ----- | ----- | -- |
| 1     | Niederlande B | 3:1 | 6:2 | 112  | 85   | 1,317 | 1,428 | 1,666 | 9  |
| 2     | Frankreich A  | 2:2 | 4:4 | 95   | 88   | 1,079 | 1,159 | 1,428 | 6  |
| 3     | Schweiz       | 1:3 | 2:6 | 78   | 85   | 0,917 | 1,111 | 1,304 | 5  |

| Platz | Nation        | MP  | PP  | Pkte | Aufn | MGD   | BMD   | BED   | HS |
| ----- | ------------- | --- | --- | ---- | ---- | ----- | ----- | ----- | -- |
| 1     | Niederlande A | 4:0 | 8:0 | 120  | 49   | 2,448 | 2,727 | 3,000 | 13 |
| 2     | Tschechien B  | 1:3 | 2:6 | 71   | 74   | 0,959 | 0,886 | 1,071 | 6  |
| 3     | Portugal      | 1:3 | 2:6 | 73   | 81   | 0,901 | 1,092 | 1,153 | 7  |

### KO-Runde
In der Finalrunde wurde bis 40 Punkte gespielt. Bei einem Unentschieden zählten die erzielten Punkte.

|  | Viertelfinale 40 Punkte | Viertelfinale 40 Punkte |                   |                   | Halbfinale 40 Punkte | Halbfinale 40 Punkte |  |  | Finale 40 Punkte | Finale 40 Punkte |
|  |                         |                         |                   |                   |                      |                      |  |  |                  |                  |
|  | Niederlande A           | 2:0/2:2/1,710(65)       |                   |                   |                      |                      |  |  |                  |                  |
|  | Deutschland A           | 1:1/2:2/1,217(45)       |                   |                   |                      |                      |  |  |                  |                  |
|  | Deutschland A           | 1:1/2:2/1,217(45)       | Niederlande A     | 2:0/2:2/1,520(76) |                      |                      |  |  |                  |                  |
|  |                         |                         | Niederlande A     | 2:0/2:2/1,520(76) |                      |                      |  |  |                  |                  |
|  |                         | Belgien A               | 0:2/2:2/1,420(71) |                   |                      |                      |  |  |                  |                  |
|  | Belgien A               | Belgien A               | 0:2/2:2/1,420(71) | 2:0/4:0/1,750     |                      |                      |  |  |                  |                  |
|  | Belgien A               |                         |                   | 2:0/4:0/1,750     |                      |                      |  |  |                  |                  |
|  | Niederlande B           | 0:2/0:4/1,309           |                   |                   |                      |                      |  |  |                  |                  |
|  |                         |                         | Niederlande A     | 2:0/2:2/2,322(72) |                      |                      |  |  |                  |                  |
|  |                         | Belgien B               | 0:2/2:2/2,225(69) |                   |                      |                      |  |  |                  |                  |
|  | Belgien B               | 2:0/2:2/1,630(75)       |                   |                   |                      |                      |  |  |                  |                  |
|  | Türkei A                | 1:1/2:2/1,636(72)       |                   |                   |                      |                      |  |  |                  |                  |
|  | Türkei A                | 1:1/2:2/1,636(72)       | Belgien B         | 2:0/4:0/2,333     |                      |                      |  |  |                  |                  |
|  |                         |                         | Belgien B         | 2:0/4:0/2,333     |                      |                      |  |  |                  |                  |
|  |                         | Griechenland            | 0:2/0:4/1,379     |                   |                      |                      |  |  |                  |                  |
|  | Griechenland            | Griechenland            | 0:2/0:4/1,379     | 2:0/2:2/1,968(63) |                      |                      |  |  |                  |                  |
|  | Griechenland            |                         |                   | 2:0/2:2/1,968(63) |                      |                      |  |  |                  |                  |
|  | Spanien A               | 0:2/2:2/1,806(56)       |                   |                   |                      |                      |  |  |                  |                  |

### Abschlusstabelle Finalrunde
| MP    | Match Punkte (Sieger = 2; Unentschieden = 1; Verlierer = 0) |
| SV    | Satzverhältnis (nur bei Turnieren im Satzsystem)            |
| Pkte. | Erzielte Karambolagen                                       |
| Aufn. | benötigte Aufnahmen                                         |
| GD    | Generaldurchschnitt                                         |
| MGD   | Mannschafts-Generaldurchschnitt                             |
| BED   | Bester Einzeldurchschnitt eines Spielers                    |
| BEMD  | Bester Einzeldurchschnitt einer Mannschaft                  |
| BSD   | Bester Satzdurchschnitt eines Spielers                      |
| HS    | Höchstserie                                                 |
| WRP   | Weltranglistenpunkte                                        |

| Phase           | Platz | Nation        | MP   | PP   | Pkte | Aufn | MGD   | BMD   | BGD   | BED   | HS |
| --------------- | ----- | ------------- | ---- | ---- | ---- | ---- | ----- | ----- | ----- | ----- | -- |
| Finale          | 1     | Niederlande A | 10:0 | 14:6 | 333  | 168  | 1,982 | 2,727 | 1,987 | 3,000 | 13 |
| Finale          | 2     | Belgien B     | 7:3  | 14:6 | 331  | 187  | 1,770 | 2,333 | 1,787 | 2,666 | 12 |
| Halb- finale    | 3     | Belgien A     | 6:2  | 14:2 | 268  | 192  | 1,395 | 1,750 | 1,521 | 1,818 | 15 |
| Halb- finale    | 3     | Griechenland  | 5:3  | 8:8  | 213  | 116  | 1,836 | 2,400 | 2,142 | 3,000 | 11 |
| Viertel- finale | 5     | Spanien A     | 4:2  | 10:2 | 176  | 121  | 1,585 | 1,621 | 1,744 | 2,428 | 10 |
| Viertel- finale | 6     | Türkei A      | 3:3  | 8:4  | 170  | 116  | 1,465 | 1,500 | 1,849 | 2,727 | 11 |
| Viertel- finale | 7     | Deutschland A | 3:3  | 8:4  | 163  | 134  | 1,216 | 1,363 | 1,400 | 1,666 | 8  |
| Viertel- finale | 8     | Niederlande B | 3:3  | 6:6  | 167  | 127  | 1,314 | 1,428 | 1,419 | 1,666 | 8  |
| Gruppen- phase  | 9     | Türkei B      | 3:1  | 6:2  | 99   | 65   | 1,523 | 1,764 | 1,666 | 1,666 | 7  |
| Gruppen- phase  | 10    | Spanien B     | 2:2  | 4:4  | 95   | 66   | 1,439 | 2,500 | 1,600 | 2,727 | 9  |
| Gruppen- phase  | 11    | Deutschland B | 2:2  | 4:4  | 99   | 87   | 1,137 | 1,333 | 1,184 | 1,363 | 11 |
| Gruppen- phase  | 12    | Frankreich A  | 2:2  | 4:4  | 95   | 88   | 1,079 | 1,159 | 1,395 | 1,428 | 6  |
| Gruppen- phase  | 13    | Ägypten       | 2:2  | 4:4  | 113  | 107  | 1,056 | 1,285 | 1,200 | 1,250 | 7  |
| Gruppen- phase  | 14    | Tschechien A  | 2:2  | 4:4  | 83   | 103  | 0,805 | 0,952 | 0,883 | 0,967 | 6  |
| Gruppen- phase  | 15    | Luxemburg     | 2:2  | 4:4  | 75   | 121  | 0,619 | 0,779 | 0,641 | 0,909 | 6  |
| Gruppen- phase  | 16    | Tschechien B  | 1:3  | 2:6  | 71   | 74   | 0,959 | 0,886 | 1,027 | 1,071 | 6  |
| Gruppen- phase  | 17    | Frankreich B  | 1:3  | 2:6  | 98   | 93   | 1,053 | 1,375 | 1,357 | 2,727 | 7  |
| Gruppen- phase  | 18    | Schweden      | 1:3  | 2:6  | 80   | 76   | 1,052 | 1,094 | 1,322 | 0,857 | 8  |
| Gruppen- phase  | 19    | Schweiz       | 1:3  | 2:6  | 78   | 85   | 0,917 | 1,111 | 1,125 | 1,304 | 5  |
| Gruppen- phase  | 20    | Portugal      | 1:3  | 2:6  | 73   | 81   | 0,901 | 1,092 | 0,975 | 1,153 | 7  |
| Gruppen- phase  | 21    | Dänemark      | 1:3  | 2:6  | 73   | 101  | 0,722 | 0,723 | 0,839 | 0,750 | 7  |
| Gruppen- phase  | 22    | Österreich    | 0:4  | 0:8  | 56   | 57   | 0,982 | -     | 1,166 | -     | 8  |
| Gruppen- phase  | 23    | Italien       | 0:4  | 0:8  | 72   | 80   | 0,900 | -     | 0,945 | -     | 7  |
| Gruppen- phase  | 24    | Finnland      | 0:4  | 0:8  | 66   | 131  | 0,503 | -     | 0,549 | -     | 4  |